# Becoming The Beach Boys: The Complete Hite & Dorinda Morgan Sessions
Becoming The Beach Boys: The Complete Hite & Dorinda Morgan Sessions es un álbum de compilación doble de The Beach Boys editado en 2016, que contiene las primeras sesiones del grupo conocidas hasta ahora.

## Historia
The Beach Boys realizaron algunas grabaciones que serían gestionadas al principio por Murry Wilson, quien ya conocía por entonces al editor musical Hite Morgan. Este aún estaba construyendo su estudio y creando su compañía discográfica cuando la banda iba a ensayar a su local para hacer sus primeros registros. El grupo había ido a uno de estos ensayos con el poema «The Wreck of the Hesperus» grabado en una cinta, que incluía, además, música compuesta por la propia banda.
El grupo grabó bajo el nombre de Carl and the Passions las canciones «Samoa», «Lone Survivor», «Barbie», «What is a Young Girl» y también, una versión de la canción caribeña «Sloop John B».
Los Wilson alquilaron, con la ayuda de su padre, el estudio de grabación y los instrumentos musicales (bajo, guitarra y batería para Brian, Carl y Dennis, respectivamente) con que se registraría la canción que Brian Wilson y Mike Love habían escrito, «Surfin'». El grupo había estado ensayando entre el 2 y 3 de septiembre de 1961: con el dinero que los padres de los hermanos Wilson les habían dejado para que compraran comida —unos trescientos dólares—, más algo de dinero que la madre de Al Jardine había dejado, se compraron los instrumentos musicales necesarios para ensayar, en ausencia de los padres de los Wilson, las canciones «Surfin'», «Luau» y «Lavender» en el garaje de su casa.
El 3 de octubre de 1961, The Pendletones grabaron doce tomas de «Surfin'» en las pequeñas oficinas de Morgan, aunque Dennis no tocó la batería en esta sesión.
The Complete Hite & Dorinda Morgan Sessions recopila las que son hasta ahora, las primeras sesiones de grabación de The Beach Boys, que realizaron en el estudio casero de Hite y Dorinda Morgan, entre septiembre de 1961 y marzo de 1962, antes de firmar para Capitol Records. Entre los sesenta y tres pistas se incluyó el primer sencillo "Surfin'", y las primeras versiones "Surfin' Safari" y "Surfer Girl", "Luau", "Lavender", "Judy", "Beach Boy Stomp", "Barbie" y "What is a Young Girl Made of".

## Lista de canciones

### Disco 1
"Surfin'"
1. (Demo)
2. (Takes 1–2)
3. (Take 3)
4. (Take 4)
5. (Take 5)
6. (Take 6)
7. (Take 7)
8. (Take 8)
9. (Master)

"Luau"
1. (Demo – Take 1)
2. (Demo – Take 2)
3. (Demo – Take 3)
4. (Takes 1–2)
5. (Takes 3, 5–6)
6. (Take 7)
7. (Take 8–11)
8. (Take 12)
9. (Master)

"Lavander"
1. (Rehearsal – Take 1)
2. (Rehearsal – Take 2)
3. (Rehearsal – Take 3)
4. (Take 1)
5. (Take 2)
6. (Take 4)

"Surfin' Safari"
1. (Takes 3–4)
2. (Takes 5–6)
3. (Take 10)
4. (Overdub – Take 1 on Take 6)
5. (Overdub – Take 2 on Take 10)
6. (Stereo Overdub)
7. (Master)

### Disco 2
"Surfer Girl"
1. (Take 1)
2. (Take 2)
3. (Take 3)
4. (Take 4)
5. (Take 5)
6. (Take 6)
7. (Master)
8. (Overdub – Lead Vocals)

"Judy"
1. (Take 1)
2. (Take 2)
3. (Overdub – Takes 1–2)
4. (Overdub – Take 4)
5. (Master)
6. (Demo – April 1962 Guitar Solo)

"Beach Boy Stomp"
1. (Take 1)
2. (Rehearsal – Take 2)
3. (Overdub – Take 1 on Take 1)
4. (Overdub – Take 2 on Take 1)
5. (Master)

"Barbie"
1. (Overdub – Take 1)
2. (Overdub – Takes 2–4)
3. (Overdub – Take 5)
4. (Overdub – Take 7)
5. (Single Master)
6. (Album Master)

"What a Young Girl Made Of"
1. (Demo)
2. (Overdub – Take 1)
3. (Overdub – Take 3)
4. (Overdub – Takes 4–5)
5. (Overdub – Take 6)
6. (Overdub – Take 7)
7. (Master)

## Créditos
Por Rate Your Music.
The Beach Boys
- Al Jardine: voz, contrabajo, guitarra rítmica
- Brian Wilson: voz, caja, bajo eléctrico
- Carl Wilson: voz, guitarra acústica, voz principal
- Mike Love: voz,
- Dennis Wilson: voz, batería

Otros
- Hite Morgan: productor
- Val Poliuto: voz
- Audree Wilson: voz